# Île Augustine
Pour les articles homonymes, voir Augustine.
L'île Augustine, en anglais Augustine Island, est une île constituée d'un volcan située aux États-Unis, en Alaska. Baigné par le golfe de Cook, ce stratovolcan compte parmi les plus actifs et les plus jeunes d'Alaska. Ses éruptions voient la croissance de dômes de lave qui explosent et s'éboulent et donnent alors naissance à des panaches volcaniques et des nuées ardentes. Périodiquement, de grands effondrements de l'édifice se produisent et peuvent alors conduire à la formation de tsunamis. Situé à l'écart des zones habitées, le seul véritable danger de ce volcan est le rejet des cendres volcaniques dans l'atmosphère qui peuvent perturber le trafic aérien représenté par les lignes aériennes reliant la façade orientale de l'Asie à l'Amérique du Nord.

## Toponymie
L'île Augustine est aussi appelée Chernabura, mont Chinabura, Pan de Azúcar, Pilon d'Azúcar ou encore Saint-Augustine. Il doit son nom à sa découverte le jour de la Saint Augustin. Chernabura et mont Chinabura sont des toponymes d'origine russe qui datent de l'époque où l'Alaska faisait partie de l'Empire russe.

## Géographie

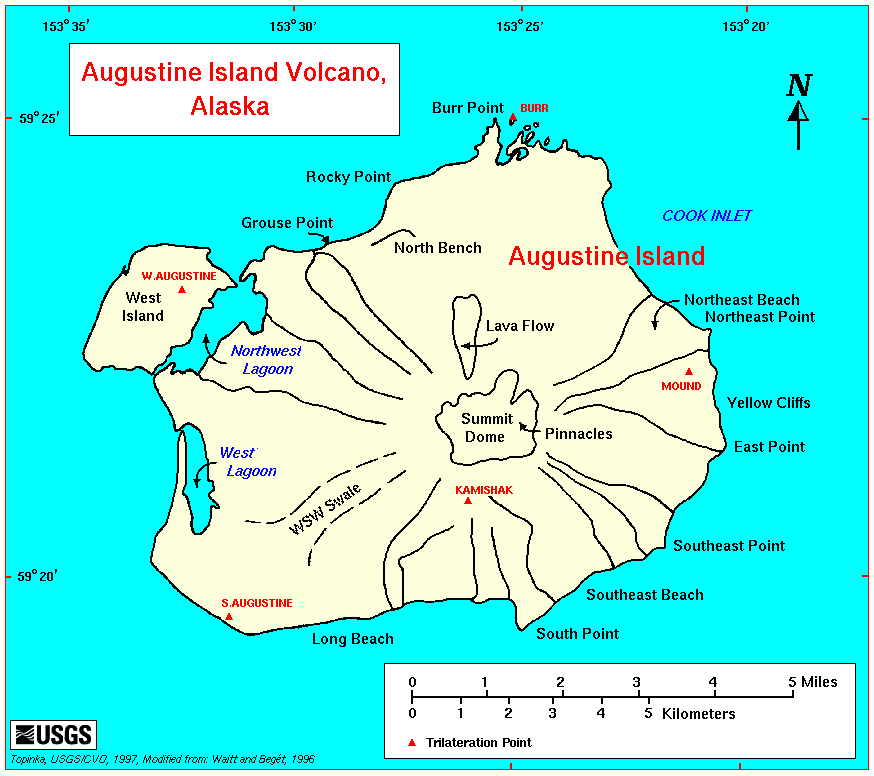
Carte de l'île avec le volcan en son centre.

L'île Augustine est située dans le nord-ouest des États-Unis, dans le sud-est de l'Alaska, à 285 kilomètres à vol d'oiseau au sud-ouest d'Anchorage, dans la baie Kamishak, une subdivision du sud du golfe de Cook faisant partie de l'océan Pacifique,. Administrativement, il fait partie du borough de la péninsule de Kenai.
L'île est de forme elliptique avec onze kilomètres de longueur pour huit kilomètres de largeur. Son rivage est irrégulier en raison de l'avancée dans la mer des produits éruptifs,. Ils ont ainsi donné naissance à de nombreux petits caps, une petite île, West Island, séparée de l'île Augustine par une lagune peu profonde, ainsi qu'une zone très découpée à l'extrémité nord de l'île formée par des hummocks qui s'avancent en mer.
Cette île constitue la partie émergée d'un stratovolcan, le mont Augustine, dont le sommet qui culmine à 1 252 mètres d'altitude est formé de dômes de lave imbriqués,,. Les débris de ces dômes de lave constituent la majorité des terrains sur les pentes et aux pieds du volcan bien que quelques coulées de lave soient visibles en surface,. Le mode éruptif de ce volcan gris est typiquement péléen : une éruption débute par la formation de nuées ardentes suivie par la mise en place d'un dôme de lave qui peut donner naissance à une coulée. À la suite de chaque explosion importante qui détruit le sommet du volcan, de nouveaux dômes de lave se mettent en place, répétant le cycle éruptif. La lave émise par le mont Augustine est une série andésite-dacite calco-alcaline pauvre en potassium et riche en verre volcanique. Les roches non volcaniques présentes sur l'île sont représentées dans le sud de l'île par des affleurement sédimentaires du Jurassique et du Crétacé recouverts de débris glaciaires erratiques de nature granitique.
En raison du climat polaire, de son activité éruptive et de la nature de son sol composé de lave et de cendre volcanique, la faune et la flore sont relativement absentes sur l'île, d'autant plus à l'approche du volcan qui est dépourvu de toute végétation.
Bien que l'île et les côtes alentour soient inhabitées, il est réputé dangereux en raison des tsunamis qu'il peut provoquer mais surtout pour le trafic aérien entre les États-Unis et l'Asie qui passe dans la région. L'observatoire volcanologique d'Alaska le surveille à l'aide de sismomètres et de caméras. L'observatoire Plate Boundary Observatory (PBO), géré par l'UNAVCO (un consortium fondé par la fondation nationale pour la science et la NASA), possède par ailleurs un réseau d'une dizaine d'instruments de mesure géodésiques de haute précision sur les flancs du mont Augustine.

## Histoire

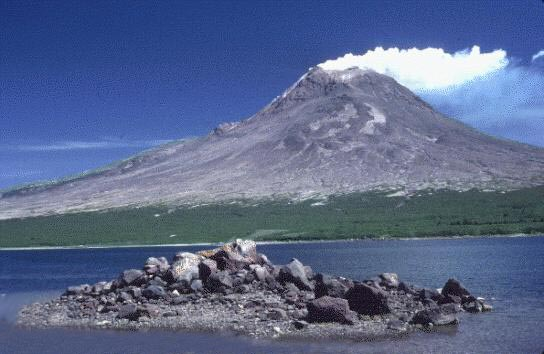
Vue de l'île et du volcan fumant en 1986.

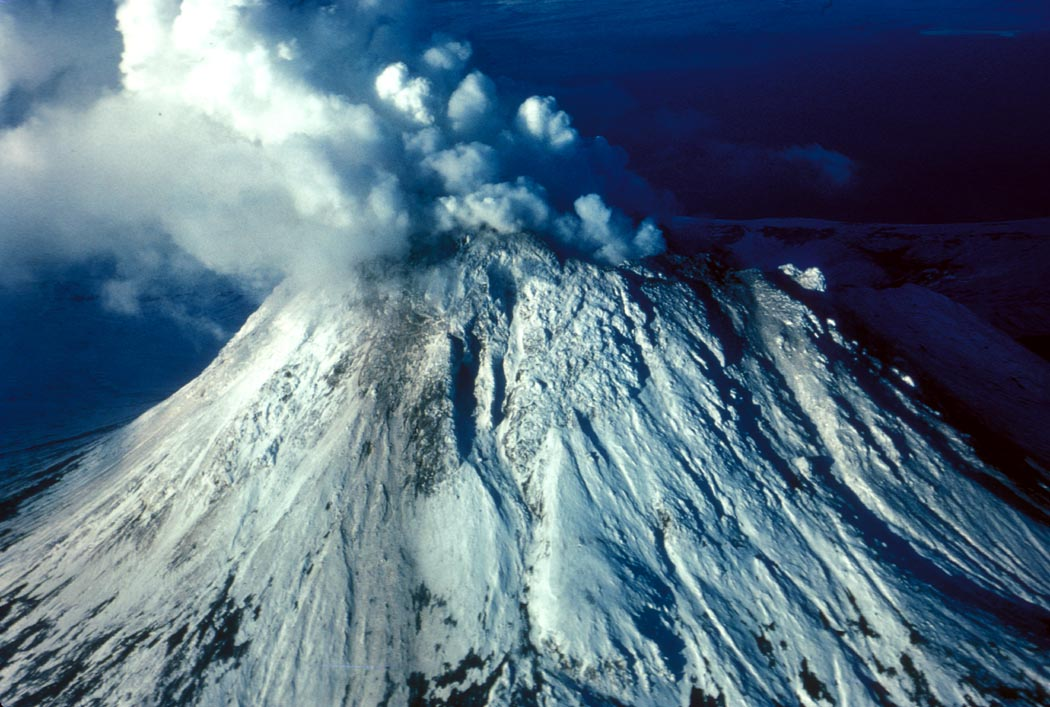
Vue aérienne du dôme de lave fumant en 1976.

L'île Augustine commence à se former il y a au moins 40 000 ans,. Au cours de ces milliers d'années, le volcan connait le même cycle éruptif : des dômes de lave édifiés entre deux éruptions majeures sont détruits par celles-ci,. Onze d'entre elles se sont produites au cours des 2 000 derniers ans,,. La dernière de ces grandes éruptions s'est déroulée en 1883 et elle a été suivie de la croissance de nouveaux dômes de lave qui ont ramené le volcan à une altitude équivalente à celle d'avant l'éruption.
Depuis sa découverte par James Cook le jour de la Saint Augustin, le mont Augustine a connu neuf éruptions d'indice d'explosivité volcanique compris entre 1 et 4, la première répertoriée étant celle de 1812,, ce qui en fait l'un des volcans les plus actifs de la partie orientale de l'arc des Aléoutiennes.
La dernière éruption majeure qui a vu l'édifice s'effondrer est celle de 1883,. Avec un indice d'explosivité volcanique de 4, elle est la plus puissante des temps historiques,. Elle s'est traduite par la formation d'un panache volcanique, de nuées ardentes, d'un dôme de lave, peut-être accompagné d'une coulée, et de lahars. L'évènement majeur est l'effondrement d'une partie de l'édifice dont les débris se sont dirigés vers le nord et sont entrés dans la mer,. Ils ont alors généré un tsunami d'une hauteur estimée à neuf mètres et qui oblige à l'évacuation de villages côtiers. Les débris de cette avalanche rocheuse sont toujours visibles sous la forme des hummocks présents au nord, au pied du volcan et sur son rivage. Au total, un volume de 0,13 km3 de lave et de 0,51 km3 de téphras sont rejetés.
L'éruption du 22 janvier 1976 au 14 mai 1977, précédée de quatre éruptions d'indice d'explosivité volcanique de 1 à 3 depuis celle de 1883, projette un panache volcanique à dix kilomètres d'altitude et recouvre de cendres la ville d'Anchorage. La croissance d'un dôme de lave qui s'écroule périodiquement provoque là aussi des nuées ardentes, qui représentent un volume total de 65 × 106 m3 de lave et 150 × 106 m3 de téphras.
Au cours de l'éruption du 27 mars au 31 août 1986, un panache volcanique émis en continu atteint en moyenne 3 à 4,5 kilomètres d'altitude mais s'élève jusqu'à 12 kilomètres au cours des plus puissantes phases explosives d'indice d'explosivité volcanique de 4. Ce panache est accompagné de nombreuses nuées ardentes qui sont approchées et filmées pour la première fois d'aussi près, jusqu'à quelques centaines de mètres, par les volcanologues français Katia et Maurice Krafft. Le dôme de lave qui se met en place forme temporairement une aiguille de lave et donne naissance à des coulées.
La dernière éruption est celle du 9 décembre 2005 au 27 avril 2006 au cours de laquelle un nouveau dôme se met en place, accompagné d'une coulée de lave et de nuées ardentes qui font fondre la neige, ce qui entraîne la formation d'explosions phréatomagmatiques et de lahars.